# Владимир Гребенњиков
Владимир Алексејевич Гребенњиков (рус. Владимир Алексеевич Гребенников; Пенза, 22. август 1932 − 19. децембар 1992) некадашњи је совјетски и руски хокејаш на леду који је током каријере играо на позицијама централног нападача. Заслужни је мајстор совјетског спорта. 
Као члан сениорске репрезентације Совјетског Савеза учествовао је на ЗОИ 1960. у Скво Валију када је совјетски тим освојио бронзану медаљу. За репрезентацију је играо и три године раније на светском првенству 1957. када је освојена сребрна медаља. 
Играчку каријеру започиње у сезони 1950/51. у редовима московског Спартака у ком је провео три године. Потом прелази у редове клуба Крила совјетов са којима је освојио совјетско првенство 1957. године. Играчку каријеру је завршио у дресу Спартака из Рјазња, а потом је од 1966. до 1969. радио и као тренер московског Спартака. У совјетском првенству одиграо је 302 утакмице и постигао 254 гола. 